# Publigroupe
Die Publigroupe S.A. (Eigenschreibweise PubliGroupe, als Wortbildmarke PUBLIGroupe) mit Sitz in Lausanne war eine international tätige Marketing-, Verkaufs- und Dienstleistungsgruppe für Medien und Werbetreibende. Das Unternehmen hatte seinen Ursprung in der Mitte des 19. Jahrhunderts und wurde 1890 gegründet. Von 1916 bis zur Umwandlung in eine Holding im Jahre 1997 nannte sich das Unternehmen Publicitas, bis 2014 eine Tochtergesellschaft der PubliGroupe. Die PubliGroupe war in den Medienbereichen Verzeichnisse, Presse, Internet, Fernseh-, Kino-, Radio- und Mobilwerbung tätig.
Am 2. April 2014 gab PubliGroupe bekannt, Publicitas zu verkaufen. Der Verkauf von Publicitas, dem Media-Sales-Bereich von PubliGroupe, an das deutsche Beteiligungsunternehmen Aurelius AG wurde per 30. Juni 2014 vollzogen, nachdem die Aktionäre von PubliGroupe die Transaktionen gutgeheissen und die Wettbewerbsbehörde sie bewilligt hatte sowie sämtliche Formalitäten für die Transaktion erfüllt waren. Aurelius übergab die Publicitas Ende 2016 dem Management. Die mitbietende Tamedia unterlag zwar, erwarb aber viele Publigroupe-Aktien, die infolge der Medienkrise stark abgewertet waren. Sie erzielte so einen geschätzten Gewinn von rund 200 Millionen Franken.
Nach erfolgreichem Abschluss der öffentlichen Übernahme von PubliGroupe wurde Swisscom am 5. September 2014 die neue Besitzerin von PubliGroupe. In der Folge wurde der bisher zu PubliGroupe gehörende Verlag des Kommunikationsfachmagazins persönlich an den bisherigen Chefredaktor Matthias Ackeret und Mitinvestor Manfred Klemann verkauft. Nach der Fusion wurde die PubliGroupe Mitte 2015 als Gesellschaft gelöscht.
2018 verlor die sich in wirtschaftlichen Schwierigkeiten befindende Publicitas aufgrund unbezahlter Rechnungen mehrere Grosskunden und meldete schliesslich am 11. Mai 2018 beim Bezirksgericht Bülach Konkurs an. AZ Medien, der Corriere del Ticino, die NZZ, Tamedia und der Verband Schweizer Medien gründeten darauf umgehend eine neue Gesellschaft, die unter dem Namen «AdAgent AG» Werbekunden und Verlage im Handling von Print-Kampagnen unterstützen soll. Die Gesellschaft wurde ihrerseits am 6. November 2019 aufgelöst.